# Grete Vogel
Margaretha oder Margarethe, gen. Grete Vogel (* 18. September 1891; † 17. Mai 1970 in Bremen) war eine deutsche Arbeiter-Funktionärin und Politikerin der SPD. Sie war Mitglied der Bremischen Bürgerschaft.

## Leben
Grete Vogel heiratete den Sozialdemokraten Vogel aus Fähr im damaligen Landkreis Blumenthal. 1920 war sie das jüngste Gründungsmitglied der Arbeiterwohlfahrt (AWO), für die sie 50 Jahre lang bis zu ihrem Tod als Funktionsträgerin aktiv tätig war.
Sie war Mitglied in der SPD in einem Ortsverein in Bremen-Nord. Von 1946 bis 1955 war sie in der 1., 2. und 3. Wahlperiode neun Jahre lang Mitglied der Bremischen Bürgerschaft und dort insbesondere in der Deputation für Wohlfahrtswesen, Ernährung und Leibesübung aktiv.

## Ehrungen
- Der Grete-Vogel-Weg in Bremen-Hammersbeck wurde nach ihr benannt.[1]
- Sie wurde 1969 mit der Marie-Juchacz-Plakette der AWO ausgezeichnet.